# Magnus Lekven
Magnus Levken (født 13. januar 1988) er en norsk tidligere fodboldspiller, der har spillet for de norske klubber Odd og Vålerenga samt Esbjerg fB i den danske superliga.